# Gerhard Purann
Gerhard Purann, né le 16 mai 1918 à Berlin et mort vers 1944, est un coureur cycliste sur piste allemand.

## Biographie
En 1935, Gerhard Purann commence la course sur route et sur piste. Peu de temps après son 18e anniversaire, il est sélectionné dans l'équipe nationale allemande de cyclisme sur piste. En 1937, il est champion de Pologne de sprint. En 1938, il participe au match omnium amateur Allemagne-Danemark. Il est sélectionné pour l'épreuve de vitesse amateurs des championnats du monde 1938 à Amsterdam.
Membre du RVg Luisenstadt 1910 de Berlin, Purann est considéré comme une étoile montante et futur successeur du champion du monde de sprint 1932 Albert Richter dont il égale les temps sur 500 m.
En 1939, Il est champion d'Allemagne du sprint amateur sur le vélodrome de Bochum devant le champion en titre Jean Schorn, et dans la course en tandem, il est vice-champion, avec son frère Kurt, derrière Jean Schorn et Heinz Hasselberg. Il se classe deuxieme au Grand Prix de l'UCI au Vel' d'Hiv'; deuxième également au critérium d'hiver de vitesse, toujours au Vel' d'Hiv. La même année, il remporte la médaille de bronze de vitesse des amateurs aux championnats du monde sur piste à Milan, un jour avant le déclenchement de la Seconde Guerre mondiale,.
Il est enrôlé comme soldat au début de la guerre, mais est autorisé à participer à des courses cyclistes. En février 1940, aux championnats d'Allemagne en salle à la Deutschlandhalle, il remporte deux titres en sprint et en contre-la-montre,.  Il participe au match Allemagne-Hollande, en mars,  à la Deutschlandhalle et au match Allemagne-Italie en novembre à Berlin. 
En 1941, il fait une chute en course et subi une grave commotion cérébrale.  En juin 1943, il est troisième du sprint amateur aux championnats d'Allemagne à Brunswick,,. En novembre 1943, il s’adjuge la deuxième place dans un match de vitesse à la Westfalenhallen de Dortmund, derrière Georg Voggenreiter. On perd ensuite sa trace et il n'est pas au départ des championnats d'Allemagne en 1944. 
Purann est mort dans des circonstances mystérieuses. Le journaliste Fredy Budzinski écrit à son sujet après la guerre : « Purann était un farouche opposant à Hitler et ne s'en cachait pas, même en tant que soldat. Il y a une rumeur selon laquelle Purann aurait été fusillé pour le crime de Zersetzung der Wehrmacht, ». 
L'heure et le lieu de la mort de Purann sont inconnus. En 1948, l'Illustrated Radsport-Express écrit : « L'incertitude règne toujours sur le sort de l'amateur berlinois Gerhard Purann». En 1949, Le journal Neues Deutschland rapporte que l'unité de Purann a été transférée à Francfort-sur-l'Oder le 25 janvier 1945 , mais dès lors il n'y a plus aucune trace de lui. 
Son frère Kurt meurt également pendant la guerre ; en mars 1945  en Estonie. 
Dans les années 1950, le vélodrome de Weißensee s'appelait Gerhard Purann Arena.

## Palmarès sur piste

### Championnats du monde
- Milan 1939
  -  Médaillé de bronze de vitesse amateurs

### Championnat d'Allemagne
- Champion d'Allemagne de vitesse amateur  en 1939 et 3e en 1943[10]